# Антоан Тинвил
Антоан Квентин Фукјер Тинвил (фр. Antoine Quentin Fouquier de Tinville; 10. јун 1746—7. мај 1795) је био француски јавни тужилац у периоду "јакобинског терора". Једна је од најмрачнијих фигура Француске револуције.

## Биографија
Рођен је у селу Херул у департману Ен. Био је син земљопоседника. Студирао је права и 1774. године је купио функцију јавног тужиоца у Паризу. Продао је своју функцију 1781. године како би исплатио дугове. Постао је генерал-потпуковних француске полиције. По избијању Револуције, Тинвил је ступио у Националну гарду. Био је активан у политичком животу 1789. године, а подржао је покрет санкилота 1792. године. Уживао је подршку свог рођака, Камија Димулена, те је постављен за надзорника комисије чији је циљ био да утврди злочине ријалиста након државног удара 10. августа 1792. године којим је са власти збачен краљ Луј. По успостављању Револуцонарног суда током јакобинског терора, Тинвил је постављен за јавног тужиоца. Функцију је вршио до 1. августа 1794. године. Стекао је надимак "Снабдевач гиљотине". Тинвилова активност током револуционарног терора учинила га је једном од најмрачнијих фигура Француске револуције. Као и Максимилијан Робеспјер, Тинвил је био познат по свом немилосрдном радикализму. Тинвилова каријера завршена је након Термидорске реакције и пада Максимилијана и Августина Робеспјера, Сен Жиста и Кутона. Ухапшен је и оптужен од стране Луја Марије Фрерона. Затоврен је 1. августа. Бранио се да је само слушао наређења Комитета јавне безбедности и Конвента. Суђење Тинвилу трајало је 41 дан. Осуђен је на смрт и гиљотиниран је 7. маја 1795. године, заједно са 15 бивших функционера Револцуионарног суда који су осуђени као Тинвилови саучесници. Тинвил се женио два пута. Из два брака имао је осморо деце.